# Parlamentswahl in Rumänien 1996

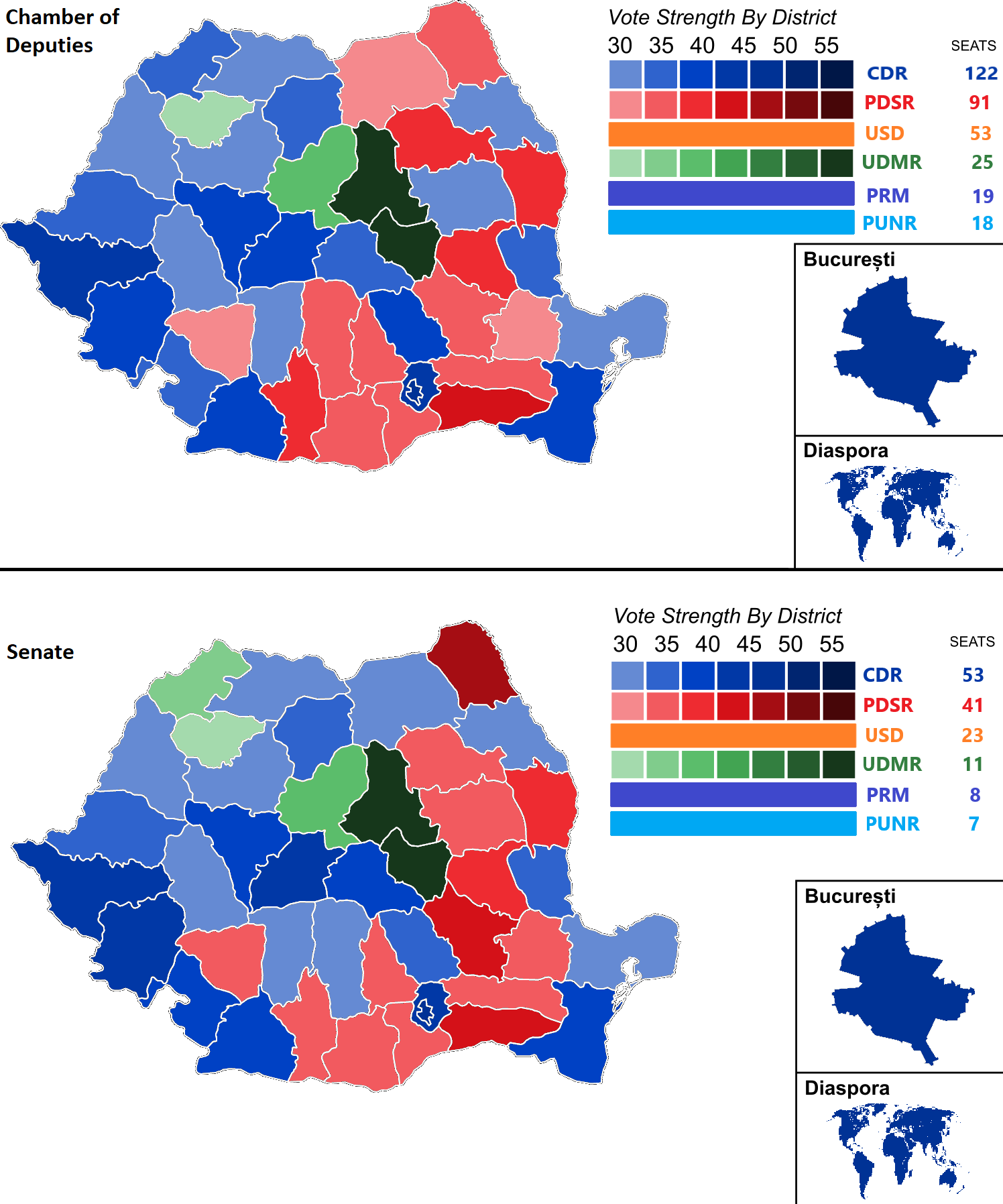
Ergebnis nach Kreisen

Die Parlamentswahl in Rumänien 1996 fand am 3. November statt, um die beiden Kammern des Parlaments zu erneuern. Gewählt wurden die 343 Mitglieder der Abgeordnetenkammer (Camera Deputaților) und die 143 Mitglieder des Senats (Senatul).

## Ergebnis

### Abgeordnetenkammer
| Listen                              | Listen | Stimmen    | %    | Mandate |
| ----------------------------------- | --- | ---------- | ---- | ------- |
|                                     | Convenția Democrată Română (PNȚ-CD – PNL – PNL-CD – PER – PAR – FER) 1                                                                 | 3.692.321  | 30,2 | 122     |
|                                     | Partidul Democrației Sociale din România                                                                                               | 2.633.860  | 21,5 | 91      |
|                                     | Uniunea Social-Democrată (PD – PSDR) 2                                                                                                 | 1.582.231  | 12,9 | 53      |
|                                     | Demokratische Union der Ungarn in Rumänien                                                                                             | 812.628    | 6,6  | 25      |
|                                     | Partidul România Mare | 546.430    | 4,5  | 19      |
|                                     | Partidul Unității Naționale Române | 533.348    | 4,4  | 18      |
|                                     | Partidul Socialist | 280.364    | 2,3  | –       |
|                                     | Partidul Socialist al Muncii | 262.563    | 2,1  | –       |
|                                     | Partidul Socialist Muncitoresc Român                                                                                                   | 212.303    | 1,7  | –       |
|                                     | Alianța Națională Liberală (PAC – PL93)                                                                                                | 192.495    | 1,6  | –       |
|                                     | Partidul Pensionarilor din România | 175.676    | 1,4  | –       |
|                                     | Uniunea Națională de Centru (PDAR – MER – PUR)                                                                                         | 106.069    | 0,9  | –       |
|                                     | Partidul Național Țărănesc | 102.831    | 0,8  | –       |
|                                     | Alianța Național-Liberală Ecologistă (PNL-C – PE)                                                                                      | 96.412     | 0,8  | –       |
|                                     | Partidul Național Democrat Creștin | 69.380     | 0,6  | –       |
|                                     | Sonstige < 0,5 % | 378.360    | 3,1  | –       |
|                                     | Unabhängige | 248.825    | 2,0  | –       |
|                                     | Minderheiten Davon: - Partida Romilor (82.195 Stimmen, 0,7 %) - Demokratisches Forum der Deutschen in Rumänien (23.888 Stimmen, 0,4 %) | 312.650    | 2,6  | 15      |
| Gesamt                              | Gesamt | 12.238.746 | 100  | 343     |
|                                     | |            |      |         |
| Ungültige Stimmen                   | Ungültige Stimmen | 849.642    | 6,5  |         |
| Wähler                              | Wähler | 13.088.388 | 76,0 |         |
| Wahlberechtigte                     | Wahlberechtigte | 17.218.654 |      |         |
|                                     | |            |      |         |
| Quellen: AEP: Stimmen – PV: Mandate | |            |      |         |

- 1 Mandate: 83 PNȚ-CD; 25 PNL; 5 PNL-CD; 5 PER; 3 PAR (Partidul Alternativa României, seit 1997 Uniunea Forțelor de Dreapta); 1 FER.
- 2 Mandate: 43 PD; 10 PSDR.

### Senat
| Listen                                             | Listen                                                                 | Stimmen    | %    | Mandate |
| -------------------------------------------------- | ---------------------------------------------------------------------- | ---------- | ---- | ------- |
|                                                    | Convenția Democrată Română (PNȚ-CD – PNL – PNL-CD – PER – PAR – FER) 1 | 3.772.084  | 30,7 | 53      |
|                                                    | Partidul Democrației Sociale din România                               | 2.836.011  | 23,1 | 41      |
|                                                    | Uniunea Social-Democrată (PD – PSDR) 2                                 | 1.617.384  | 13,2 | 23      |
|                                                    | Demokratische Union der Ungarn in Rumänien                             | 837.760    | 6,8  | 11      |
|                                                    | Partidul România Mare                                                  | 558.026    | 4,5  | 8       |
|                                                    | Partidul Unității Naționale Române                                     | 518.962    | 4,2  | 7       |
|                                                    | Partidul Socialist                                                     | 277.104    | 2,3  | –       |
|                                                    | Partidul Socialist al Muncii                                           | 265.659    | 2,2  | –       |
|                                                    | Alianța Națională Liberală (PAC – PL93)                                | 236.132    | 1,9  | –       |
|                                                    | Partidul Pensionarilor din România                                     | 178.654    | 1,5  | –       |
|                                                    | Partidul Socialist Muncitoresc Român                                   | 163.582    | 1,3  | –       |
|                                                    | Uniunea Națională de Centru (PDAR – MER – PUR)                         | 118.859    | 1,0  | –       |
|                                                    | Partidul Național Țărănesc                                             | 86.746     | 0,7  | –       |
|                                                    | Alianța Național-Liberală Ecologistă (PNL-C – PE)                      | 86.359     | 0,7  | –       |
|                                                    | Partida Romilor                                                        | 80.622     | 0,7  | –       |
|                                                    | Unirea Romilor                                                         | 72.648     | 0,6  | –       |
|                                                    | Partidul Național Democrat Creștin                                     | 65.932     | 0,5  | –       |
|                                                    | Sonstige < 0,5 %                                                       | 416.249    | 3,4  | –       |
|                                                    | Unabhängige                                                            | 98.898     | 0,8  | –       |
| Gesamt                                             | Gesamt                                                                 | 12.287.671 | 100  | 143     |
|                                                    |                                                                        |            |      |         |
| Ungültige Stimmen                                  | Ungültige Stimmen                                                      | 800.717    | 6,1  |         |
| Wähler                                             | Wähler                                                                 | 13.088.388 | 76,0 |         |
| Wahlberechtigte                                    | Wahlberechtigte                                                        | 17.218.654 |      |         |
|                                                    |                                                                        |            |      |         |
| Quellen: AEP: Stimmen – PV: Mandate, Rektifikation |                                                                        |            |      |         |

- 1 Mandate: 26 PNȚ-CD; 17 PNL; 5 PNL-CD; 1 PER; 3 PAR (Partidul Alternativa României, seit 1997 Uniunea Forțelor de Dreapta); 1 FER.
- 2 Mandate: 22 PD; 1 PSDR.